# Petubastis III.
Petubastis III. (auch Padibastet III.; assyrisch Putubišti) war von etwa 680 bis 665 v. Chr. während der 25. Dynastie (dritte Zwischenzeit) Gaufürst von Tanis.
In seine Regierungszeit fiel die Eroberung durch Assurbanipal, der von Psammetich I. unterstützt wurde. In den assyrischen Annalen des Assurbanipal ist der Name von Petubastis III. als König von Sanu neben Psammetich I. (assyrisch Šarludâri) belegt. Vermutlich war Petubastis III. nicht an der Verschwörung beteiligt, besetzte anscheinend aber stattdessen Memphis. Kurze Zeit später musste er wahrscheinlich die Stadt jedoch wieder aufgeben.
Petubastis III. ist wohl mit der Romanfigur des Pharao Petubastis in der demotischen Erzählung Der Kampf um den Panzer des Inaros identisch. Dort wird berichtet, dass jener Petubastis um 674 v. Chr. vom damaligen assyrischen König Asarhaddon angegriffen wurde.